# Rancho Nuevo, Zacatlán
Rancho Nuevo är en ort i Mexiko.   Den ligger i kommunen Zacatlán och delstaten Puebla, i den sydöstra delen av landet, 130 km nordost om huvudstaden Mexico City. Rancho Nuevo ligger 2 409 meter över havet och antalet invånare är 167.
Terrängen runt Rancho Nuevo är varierad. Runt Rancho Nuevo är det ganska tätbefolkat, med 155 invånare per kvadratkilometer. Närmaste större samhälle är Huauchinango, 13,2 km norr om Rancho Nuevo. I omgivningarna runt Rancho Nuevo växer i huvudsak blandskog.